# Гайд-Парк (Пенсільванія)
Гайд-Парк (англ. Hyde Park) — місто (англ. borough) в США, в окрузі Вестморленд штату Пенсільванія. Населення — 509 осіб (2020).

## Географія
Гайд-Парк розташований за координатами 40°37′54″ пн. ш. 79°35′21″ зх. д. / 40.63167° пн. ш. 79.58917° зх. д. (40.631589, -79.589207).  За даними Бюро перепису населення США в 2010 році місто мало площу 0,77 км², з яких 0,62 км² — суходіл та 0,14 км² — водойми.

## Демографія
Згідно з переписом 2010 року, у селищі мешкало 500 осіб у 219 домогосподарствах у складі 149 родин. Густота населення становила 653 особи/км².  Було 237 помешкань (309/км²).
Расовий склад населення:
| - 99,0 % — білих - 0,2 % — чорних або афроамериканців |

До двох чи більше рас належало 0,8 %. Частка іспаномовних становила 0,6 % від усіх жителів.
За віковим діапазоном населення розподілялося таким чином: 18,4 % — особи молодші 18 років, 59,2 % — особи у віці 18—64 років, 22,4 % — особи у віці 65 років та старші. Медіана віку мешканця становила 44,9 року. На 100 осіб жіночої статі у селищі припадало 86,6 чоловіків;  на 100 жінок у віці від 18 років та старших — 86,3 чоловіків також старших 18 років.
Середній дохід на одне домашнє господарство  становив 56 949 доларів США (медіана — 42 083), а середній дохід на одну сім'ю — 72 938 доларів (медіана — 58 438). Медіана доходів становила 42 000 доларів для чоловіків та 34 000 доларів для жінок. За межею бідності перебувало 5,9 % осіб, у тому числі 10,0 % дітей у віці до 18 років та 3,7 % осіб у віці 65 років та старших.
Цивільне працевлаштоване населення становило 194 особи. Основні галузі зайнятості: виробництво — 34,0 %, освіта, охорона здоров'я та соціальна допомога — 20,6 %, роздрібна торгівля — 13,4 %, мистецтво, розваги та відпочинок — 8,2 %.